# María Galindo
María Renée Galindo Nedder (La Paz, Bolívia, 15 de setembre de 1964) és una activista boliviana, anarcofeminista, escriptora i comunicadora, cofundadora del col·lectiu Dones Creant.

## Trajectòria
María Galindo nasqué l'any 1964 a La Paz. El 1992 va ser cofundadora amb Julieta Paredes i Mónica Mendoza del col·lectiu Dones Creant.
Es declarà lesbiana en els seus primers anys de militància social.
El 2006 es presenta a l'Assemblea Constituent pel Moviment Bolívia Lliure (MBL) com un acte simbòlic i de crítica al procés mateix. Redacta, al costat del Moviment Dones Creant, La Constitució Política Feminista de l'Estat.
Després de la visita del president iranià a Bolívia, Mahmud Ahmadineyad, rebut pel president Evo Morales el 27 de setembre del 2007, protestà en la televisió Unitel, i es referí al tema de la violació dels drets humans i a la persecució i execució de dones i homosexuals.
El 2007, amb l'escriptora argentina Sonia Sánchez, publica Cap dona naix per a puta, presentat a la Plaça Onze de Buenos Aires rebatejada com a Plaça dels Prostituïdors per a denunciar el tràfic i l'explotació sexual, en una acció pública que serví com a llançament del llibre. Aquest mateix any codirigeix l'emissora Ràdio Deseo i presenta el programa El boig matí.
El 2013 publica No es pot descolonitzar sense despatriarcalitzar, en què critica el patriarcat com a base de tota dominació, incloent-hi el racisme.
Al març del 2017 participa en una acció per la despenalització de l'avortament enfront de la catedral de La Paz, convocada per Dones Creant. Al juny del mateix any presenta No hi ha llibertat política sense llibertat sexual, producte de la recerca realitzada entre 2015 i 2016 en l'Assemblea Legislativa Plurinacional sobre homofòbia. La publicació de l'estudi es feu amb el suport del finançament col·lectiu de la plataforma Verkami.
A la fi de 2019, Galindo s'involucrà en una controvèrsia per un article, en què havia criticat durament la presidenta boliviana Jeanine Añez.
Galindo també ha rebut crítiques d'altres grups feministes per considerar-se l'única veu del feminisme bolivià.
El Museu Reina Sofia de Madrid adquirí el 2021 la seua obra "Ave Maria, plena ets de rebel·lia", que s'exposà en la renovació de les col·leccions presentada al novembre d'aquest mateix any.

## En la cultura popular boliviana
El 2022 el grup bolivià de cúmbia Los Brothers n'escrigué una en homenatge a María Galindo titulada "Digipi, diripi, diripitiripi", que parlava dels qüestionaments que Galindo feu al Tribunal Disciplinari de la Direcció Departamental de Recerca Interna (Didipi), la Defensoria del Poble, i la unitat de Tràfic de Persones de la FELCC.

## Algunes publicacions

### Llibres
- I si fóssim una mirall de l'altra, per un feminisme no racista (1992)
- María Galindo. 2005. Archivo Cordero 1900 - 1961 Edició Turner.
- María Galindo, Sonia Sánchez. 2007. Ninguna mujer nace para puta. Edició il·lustrada de Lavaca Editora, 220 pàgs. ISBN 987-21900-3-8.
- Mujeres grafiteando (2006), autoria col·lectiva de recopilació de grafits produïts per Dones Creant.
- María Galindo. 2013. No se puede descolonizar sin despatriarcalizar. ISBN 97899954-2-622-4.
- María Galindo, 2016 Espejito mágico, conjunt de retrats de dones escrits per a ràdio.
- No hi ha llibertat política sense llibertat sexual (2017)
- Feminisme bastard (2021). ISBN 9789200738388

### Producció cinematogràfica
- Sèrie Accions (2002); aquesta sèrie s'exposà en el Centre d'Art Reina Sofia al 2003 en el context de Versions del Sud.
- Mamà no m'ho va dir (2004); sèrie de televisió difosa a Bolívia en canal obert. La filmació en suposà un procés judicial per "actes obscens", iniciat per l'estat d'ofici.
- Exiliades del neoliberalisme (2004); documental sobre les dones bolivianes emigrants a l'estat espanyol.
- Amazones, dones indomables (2009); documental sobre un grup d'acció argentí de lluita contra la violència masclista als barris habitats per emigrants bolivianes, peruanes i paraguaianes.
- Virgen Cerro y Virgen Barbie; curts que formaren part de la instal·lació de la mostra Principi Potosí.
- 13 hores de rebel·lió (2013); sis curtmetratges, un dels quals ha format part central de la instal·lació de Dones Creant en la Biennal d'Art de Sâo Paulo al 2014.